# Campylandra fimbriata
Campylandra fimbriata es una especie  de planta fanerógama perteneciente a la familia Asparagaceae, anteriormente de las ruscáceas. Es nativa de China.

## Descripción
Tiene los rizomas de color amarillo-marrón o verde, cilíndricos, de 0,6 a 1,5 cm de espesor; nodos densos. Con 3 - 6 (- 8), hojas basales, casi dísticas; pecíolo de 3 - 5 cm, la lámina linear-lanceoladas u oblanceoladas, de 30 - 65 × 3,5 a 6,5 cm, con margen crujiente. Las inflorescencia en pico de 2 a 6 × 1 a 1,8 cm, con muchas flores, pedúnculo 6-15 (- 25) cm, las brácteas fértiles de color verde pálido o marrón claro, el margen membranoso, blanco, fimbriado. Perianto acampanado, de 6-8 mm, tubo de 3 a 6 mm, de color verde, margen carnoso, blanco, membranoso, irregularmente dentado o fimbriado.  Fl. Abril-mayo.

## Distribución y hábitat
Se encuentra en los bosques densos, los bosques de frondosas en los barrancos, laderas rocosas sombrrías; a una altitud de 1200 - 2900 metros en Xizang, Yunnan en China y en India y Nepal.

## Taxonomía
Campylandra fimbriata fue descrita por (Hand.-Mazz.) M.N.Tamura, S.Yun Liang & Turland y publicado en Novon 10 (2): 159, en el año 2000.
Citología
El número de cromosomas es de: 2 n = 38.
Sinonimia
- Rohdea fimbriata (Hand.-Mazz.) Yamashita & M.N.Tamura
- Tupistra fimbriata Hand.-Mazz. basónimo
- Tupistra fimbriata var. breviloba H.Li & J.L.Huang[3]